# Liburna (hajó)

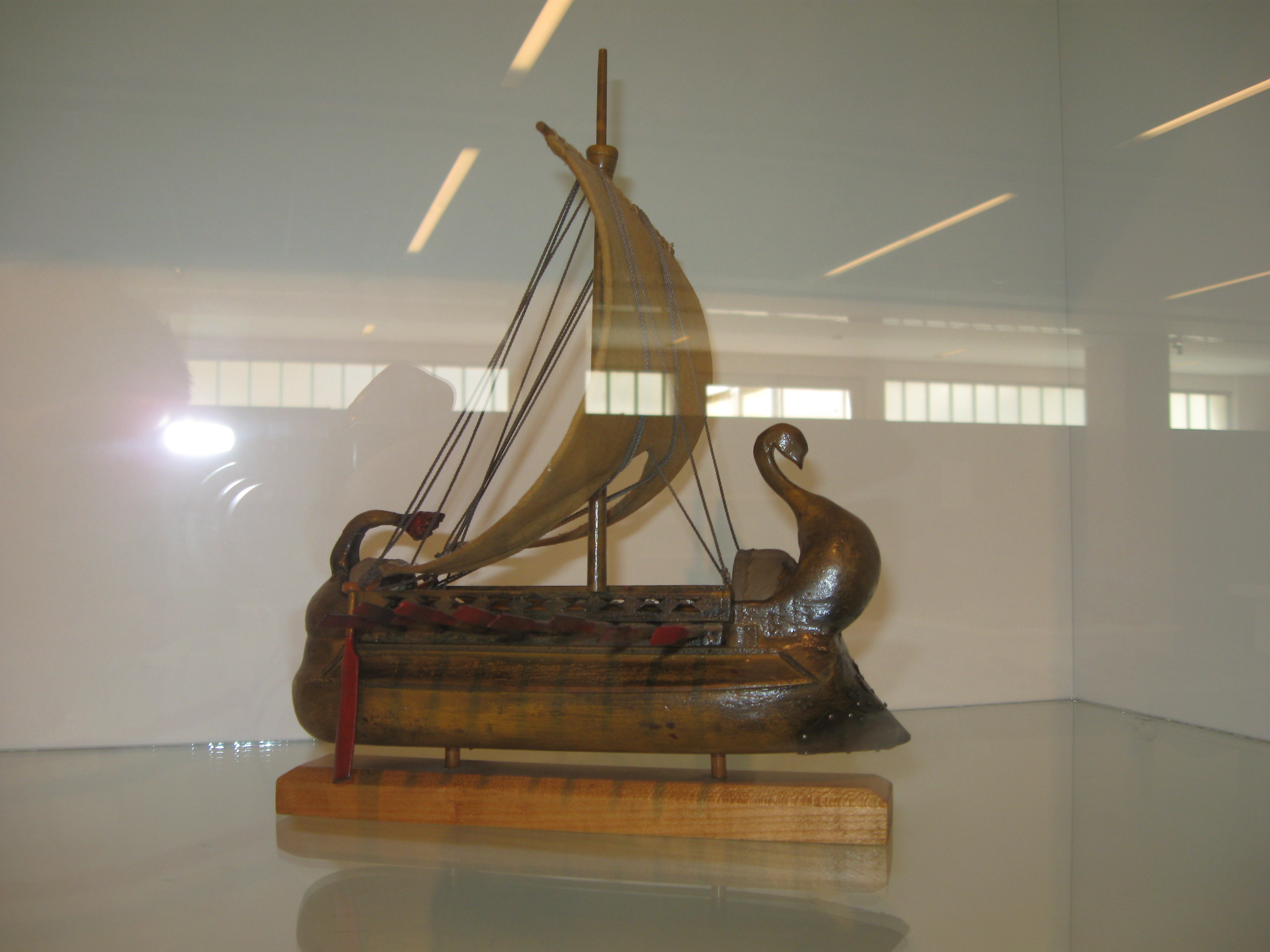
Egy liburna rekonstruált makettje a zárai régészeti múzeumban (Horvátország)

A liburna vagy liburnica császárkori római evezős hadihajó volt, amelyik vitorlákkal is rendelkezett. A principatus időszakában váltotta fel fokozatosan a nála nagyobb, de lassúbb triremiseket. Ezután meghatározóvá vált és még a középkorban is használták.
A liburnát eredetileg a dalmatiai liburnusok fejlesztették ki, mint egysorevezős hajót és kalózhajónak használták. Tőlük vették át a rómaiak és az i. e. 1. században kétsorevezőssé fejlesztették, ahol minden evezősnek saját evezője volt. Gyorsaságát kis mérete és vitorlája mellett a többi hajóhoz képest nagyobb evezősűrűségének köszönhette. Ennek titkát még nem sikerült megnyugtatóan feltárni, de középkori analógia alapján feltételezik, hogy az evezőpadot ferdén helyezték el benne. Így egymás mellett akár 3-5 evezős is elfért úgy, hogy evezés közben nem zavarták egymást.
A hajótornyokat úgy helyezték el, hogy lefelé, az ellenség átszálló alakulataira is lehessen lőni velük, és a saját tengerészgyalogosokat is támogatni tudják róla. A tornyok azonban könnyen összedőlhettek, és ha egy hajónak menekülnie kellett, inkább a tengerbe dobták őket.
Festésük követ utánzott, és a megkülönböztethetőség végett minden flotta más színűre festette tornyait. A hajópalánk merev volt, de – a pajzsok megtámasztása miatt – csak térdig ért. A korábbi gyakorlat utánzásaként pajzsokat festettek rá.